# Wo uns der Schuh drückt
Wo uns der Schuh drückt war eine 1948 von Ernst Reuter begründete wöchentliche Hörfunkreihe, die zunächst im NWDR Berlin und ab 1951 im RIAS ausgestrahlt wurde. 1963 übernahm der SFB das Format in sein Regionalfernsehprogramm.
In dieser Sendung sprach der jeweilige Regierende Bürgermeister von Berlin direkt und ohne redaktionelle Begleitung zur Bevölkerung.
Die letzte Ausgabe der Sendereihe lief am 6. Mai 1978 mit dem Regierenden Bürgermeister Dietrich Stobbe. Vorausgegangen war eine rund einjährige öffentliche Debatte, die Heinrich Lummer, Mitglied des SFB-Rundfunkrates und CDU-Fraktionsvorsitzender im Berliner Abgeordnetenhaus, ausgelöst hatte. Die CDU sah den Rundfunk für „parteipolitische Zwecke ausgenutzt“, denn bis einschließlich Stobbe waren alle Regierenden Bürgermeister von Berlin – mit Ausnahme von Reuters direktem Nachfolger nach dessen Tod innerhalb seiner laufenden Amtszeit Walther Schreiber (CDU) – Parteiangehörige der SPD gewesen.
Der langjährige RIAS-Programmdirektor Herbert Kundler charakterisiert die Sendereihe unter Reuter rückblickend als ein „Gespräch mit dem Bürger“. Sie gab „Rechenschaft, lud zu Kritik und Rat ein, erklärte, ermutigte, wies zurück, was in einer liberalen, menschlich gestalteten Demokratie keinen Platz beanspruchen darf.“